# Mukai Shōgen

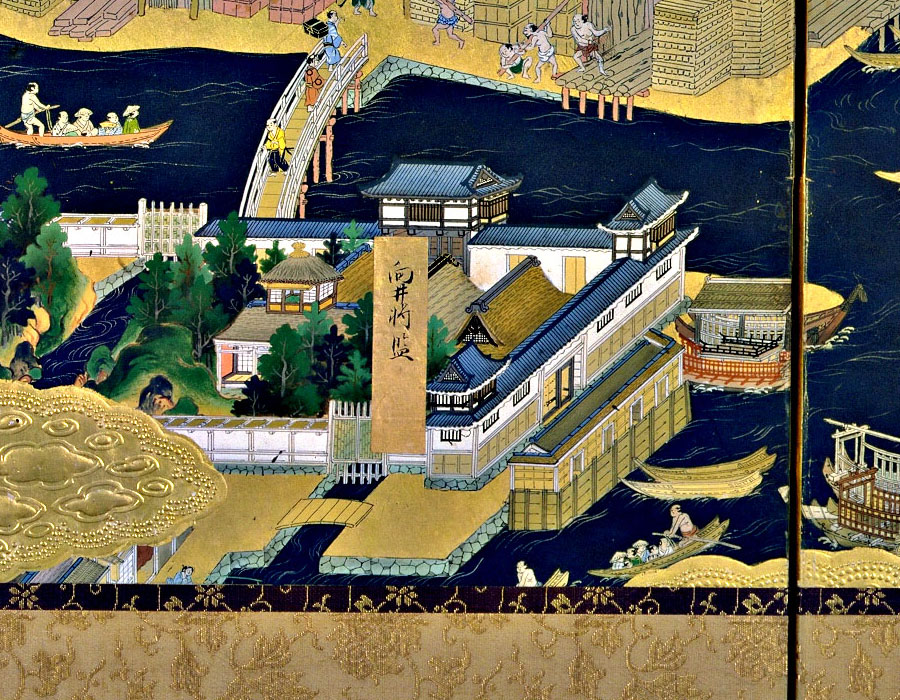
Die Residenz von Mukai Shōgen in Edo, Wandschirm aus dem 17. Jahrhundert.

Mukai Tadakatsu (jap. 向井 忠勝; * 5. Juni 1582 (traditionell: Tenshō 10/5/15); † 16. November 1641 (traditionell: Kan’ei 18/10/14)), besser bekannt als Mukai Shōgen (向井将監, dt. etwa: „Befehlshaber Mukai“), war der Admiral der Flotte (御船手奉行) von Shōgun Tokugawa Ieyasu zu Beginn der Edo-Zeit im frühen 17. Jahrhundert.
Es wird berichtet, dass er an der Vorbereitung der ersten japanischen diplomatischen Mission nach Mexiko und Europa unter Leitung von Hasekura Tsunenaga im Jahre 1615 beteiligt war.
Ferner wird von Richard Cocks, dem Leiter der englischen Faktorei in Hirado berichtet, dass er mit ihm und William Adams eine Invasion der Philippinen durch japanische Kräfte im Jahre 1616 diskutiert habe.
| Personendaten    | Personendaten                                                               |
| ---------------- | --------------------------------------------------------------------------- |
| NAME             | Mukai, Shōgen                                                               |
| ALTERNATIVNAMEN  | 向井 忠勝 (japanisch); Mukai, Tadakatsu (Geburtsname); 向井将監 (japanisch) |
| KURZBESCHREIBUNG | japanischer Admiral                                                         |
| GEBURTSDATUM     | 5. Juni 1582                                                                |
| STERBEDATUM      | 16. November 1641                                                           |